# Christian Gotthilf Salzmann

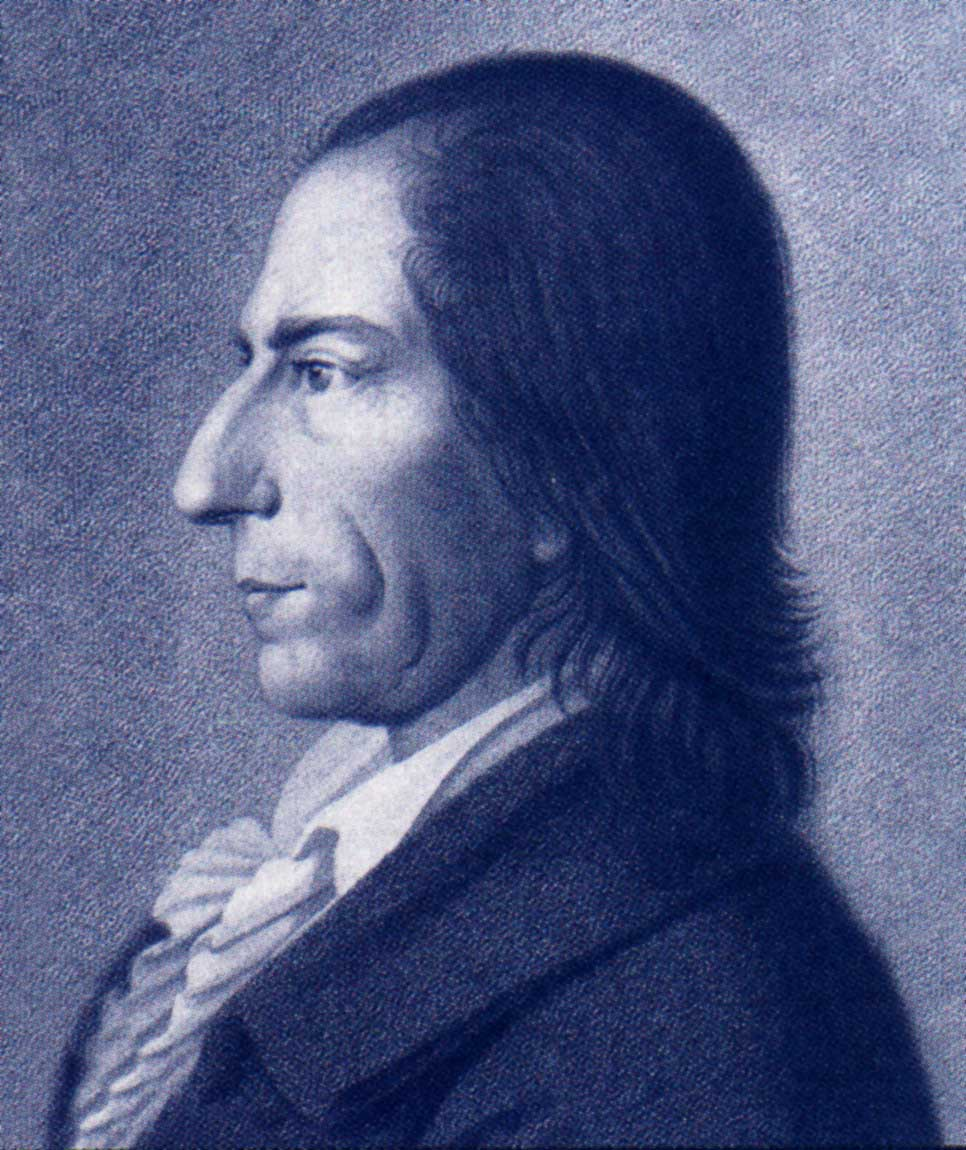
Christian Gotthilf Salzmann

Christian Gotthilf Salzmann (Sömmerda, 1 juni 1744 – Schnepfental (tegenwoordig Waltershausen), 31 oktober 1811) was een Duits luthers geestelijke en opvoeder. Hij stichtte in 1784 het filantropische opvoedingsinstituut Schnepfenthal bij Gotha. 

## Achtergrond
Zijn vader was een arme boerenzoon die het tot predikant had gebracht, en zijn moeder was de dochter van een apotheker. In 1756 ging Christian naar het gymnasium in Langensalza, maar toen zijn vader predikant in Erfurt was geworden, liet hij hem weer thuiskomen en kreeg hij privé-les. Van 1761 – 1764 studeerde hij theologie in Jena en in 1768 werd hij beroepen tot predikant in Rohrborn, bij Jena. Het was een klein dorp met veel armoede, zijn pastorie was bouwvallig en zijn tuin en akkers bewerkte hij zelf. Daar zag hij wat armoede met mensen en kinderen kon doen, hoe de mensen leden onder hun noden en daar vatte hij ook het plan op om de toestand van het volk te verbeteren door te werken aan de opvoeding. Daar leerde hij ook zijn toekomstige echtgenote kennen, Sophie Schnell, de dochter van een collega uit de buurt.

## Pedagoog

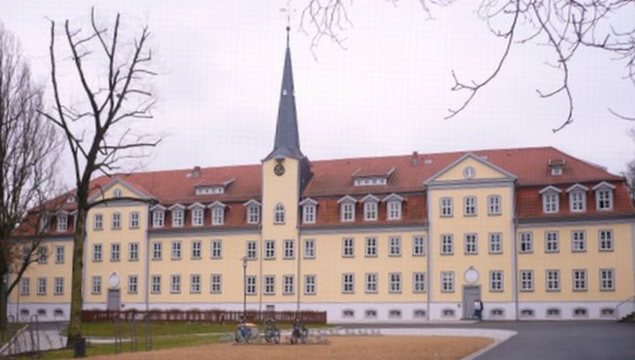
De Salzmannschool in Waltershausen anno 2008

Salzmann behoorde tot de laat-18e-eeuwse Duitse pedagogen, die bekendstaan als de naam filantropijnen. Het filantropisme was de pedagogiek van de Verlichting en was dus gebaseerd op het idee dat er geen hoger gezag bestond dan de Rede. Rede en Natuur zijn tweelingzusters en Salzmanns pedagogiek probeerde daarom een natuurlijke opvoedingsbenadering te zijn, met het gebruik van het gewone gezonde verstand. Dus in overeenstemming met, en onmiskenbaar beïnvloed door, het ‘Terug naar de Natuur’ van Jean-Jacques Rousseau. 
Johann Bernhard Basedow, die filosofie doceerde aan het Christianeum in Altona, ontwikkelde zijn pedagogische denkbeelden onder invloed van John Locke, die ervan uitging dat de mens als een tabula rasa werd geboren. Omdat de lutherse orthodoxie zijn denkbeelden niet accepteerde, werd hij ontslagen en hij wijdde zich daarna aan de hervorming van de pedagogie. In 1771 bewoog prins Leopold III Frederik Frans van Anhalt-Dessau Basedow ertoe om in Dessau een modelschool en kweekschool voor onderwijzers op te richten. Dat werd het Philanthropinum, of de ‘School der Mensenliefde.’ 
In 1781 werd Basedow opgevolgd door Salzmann, maar al snel merkte deze dat het ook daar niet allemaal goud was wat er blonk. Er was een onverkwikkelijke strijd gaande tussen de autoritaire Basedow en zijn medewerkers en bij nader inzien vond hij dat het toch niet de ideale school was. Na onderhandelingen met hertog Ernst II van Saksen-Gotha-Altenburg, kocht hij in 1783 het landgoed Schnepfenthal aan en stichtte daar zijn eigen school waar hij tot zijn dood in 1811 aan verbonden bleef. Medewerkers van Salzmann waren er onder meer Johann Christoph Friedrich GutsMuths en Johann Matthäus Bechstein. Hij werd opgevolgd door zijn zoon Carl die tot 1848 directeur bleef. De school bestaat nog steeds. 
In 1778 publiceerde Salzmann ‘Onderhandelingen voor kinderen en kindervrienden,’ leerzame verhalen van brave en stoute kinderen en het jaar daarop ‘Preken voor Hypochonders.’ In 1780 schreef hij “Een handleiding voor een Onverstandige Opvoeding van Kinderen” (Anweisung zu einer unvernünftigen Erziehung der Kinder), dat later verscheen onder de titel Het Kreeftenboekje. Dit boekje was bedoeld als een ironische opvoedingshandleiding, waarin allerlei "omgekeerde" adviezen werden gegeven, met veel voorbeelden; het gaf de ouders raadgevingen over de beste manieren om hun kinderen jaloers, lastig, ongelukkig, ongehoorzaam, lui, enzovoorts te maken. De stelling dat alle of vrijwel alle ondeugden van kinderen te wijten waren aan de onjuiste opvoeding door de ouders was niet nieuw. In 1693 had John Locke daar al op gewezen in zijn ‘Gedachten over Opvoeding.’ In 1790 verscheen de eerste Nederlandse vertaling die in 1792 al aan de derde druk toe was. In 1906 werd het opnieuw ontdekt in Nederland en beleefde drie drukken bij uitgeverij De Wereldbibliotheek, met een uitgebreide inleiding door J.H. Gunning Wzn (1859 – 1951), hoogleraar pedagogiek aan de Universiteit van Utrecht. In 1926 verscheen de derde druk (10e – 12e duizendtal). 
In 1783 verscheen Carl von Carlsberg of over de menselijke ellende (6 delen), waarin hij in dialoogvorm de bestaande maatschappij beschrijft, waarin volgens hem helemaal niets deugt. Daar had hij genoeg van gezien in zijn eerste standplaats. De elitaire Friedrich Schiller en Goethe antwoordden hem daarop, ook in dialoogvorm, in Xenien (148):
Wat de beroemde schrijver over de menselijke ellende verdient?
Dat een liefdadigheidsinstelling hem de kost moet geven!
Het hele werk van Salzmann is doordrenkt met één gedachte, een eindeloze reeks variaties op Rousseaus grondgedachte, dat de mensen door van hun natuur af te wijken, zelf verantwoordelijk zijn voor al hun rampen en ellende. En wat het opvoeden betreft, blijft hij zijn hele leven erop hameren, dat opvoeders bij alle ongewenste gedrag van hun kinderen, eerst naar zichzelf moeten kijken. Zoals hij dat zelf formuleert:
“Van alle fouten en ondeugden zijner kwekelingen moet de opvoeder de oorzaak in zichzelf zoeken.”
Salzmann is de wegbereider geweest van onder meer Pestalozzi, Fröbel en Maria Montessori.

## Werken
- 1806 Ameisenbüchlein, oder Anweisung zu einer vernünftigen Erziehung der Erzieher. Nederlandse vertaling: Aanleiding tot eene verstandige opvoeding van opvoeders (1806), later verschenen als Het mierenboekje of aanleiding tot een verstandige opvoeding der opvoeders (1906, 7e druk 1970)
- Krebsbüchlein, oder Anweisung zu einer unvernünftigen Erziehung der Kinder. In 1791 in het Nederlands vertaald als Aanleiding tot een onverstandige opvoeding der kinderen.
- Konrad Kiefer. Nederlandse vertaling, 1802: Koenraad Kiefer of Aanleiding tot een verstandige opvoeding der kinderen. Een boek voor het volk.
- Heinrich Glaskopf. Nederlandse vertaling, 1812: De geschiedenis van Hendrik Ligthoofd.
- Carl von Carlsberg, in het Nederlands vertaald als Karel van Karelsberg of Tafereel van de menschelyke ellende, 6 delen (1784-1788).
- Der Himmel auf Erden. Nederlandse vertaling: De hemel op aarde, Amsterdam 1799.